# 洪垣
洪垣（1505年—1591年），原名洪源，字峻之，號覺山，南直隸徽州府婺源縣人，民籍。明朝政治人物。

## 生平
嘉靖十年（1531年）應天乡试第一百名举人，嘉靖十一年（1532年）联捷壬辰科会试217名，廷试三甲84名进士，户部观政，初授浙江永康縣知縣，十五年五月徵授山東道御史。嘉靖十八年，弹劾文选司郎中黃禎、楊育秀、知州王顯祖、知县何瑚等人，十九年巡按廣東，二十二年升任溫州府知府，在任三年，遇饑荒，因飢民殺死倉庫管官，而連坐撤職。

## 著作
著有《覺山史說》、《覺山緒言》。

## 家族
曾祖洪清；祖洪榴；父洪煇；母余氏。重慶下，妻胡氏，兄坤；均，弟圭；圻；塤。

## 外部連結
- 收藏的《覺山先生緒言(一)》

- 收藏的《覺山先生緒言(二)》

| 官衔          | 官衔                                 | 官衔        |
| ------------- | ------------------------------------ | ----------- |
| 前任： 郝守正 | 明朝温州府知府 嘉靖二十二年-二十四年 | 繼任： 吴瓊 |